# 絕婚殺機
《絕婚殺機》（英語：Vidaamuyarchi）是一部2025年印度泰米爾語動作驚悚片，由馬吉茲·蒂魯梅尼編導，萊卡製片公司製作。主演陣容包括阿吉特·庫馬、阿俊·薩爾賈、特瑞莎·克莉希南、蕾吉娜·卡桑德拉及阿拉夫。本片啟發自1997年美國電影《1997悍將奇兵》，以亞塞拜然為背景，講述一名男子在妻子被神秘組織綁架後，不惜一切代價將愛人救出。
本片是阿吉特主演的第62部電影，最初由維涅什·希萬擔任導演，之後被馬吉茲取代之。電影在2023年5月宣布正式片名後，當年10月展開主要拍攝工作。本片大多在亞塞拜然拍攝，也短暫在泰國拍攝；2024年12月下旬宣告殺青。電影音樂由阿尼魯德·拉維昌德譜寫，奧姆·普拉卡什掌鏡，N·B·斯里坎特負責剪輯。
《絕婚殺機》2025年2月6日在全球上映，此前原定2025年1月的龐格爾節。影評界多數讚揚演員們的表演、視覺效果與動作場面，但對故事情節及敘事的看法褒貶不一。電影的全球院線票房僅13.8億盧比左右，商業表現不佳。

## 劇情
阿爾軍來自印度清奈，最初在喬治亞提比里斯的一家美國公司工作。他在一次同事度假上認識了凱雅爾，兩人就此墜入愛河。阿爾軍因工作關係搬到亞塞拜然巴庫。兩個月後，阿爾軍向凱雅爾求婚，並成功抱得美人歸。三年後，他們安排了婚禮，幾個月後，凱雅爾終於懷孕，但最終流產且可能無法再懷孕。凱雅爾陷入憂鬱並開始疏遠阿瓊，導致彼此的婚姻破碎。
九年後，凱雅爾向阿瓊透露，自己與名叫普拉卡什的男子有染。阿爾軍欣賞她的誠實，仍建議解決問題，但凱雅爾想要離婚並將住在父母在提比里斯的家，阿爾軍自願開車送她去其父母家，當作12年後分居前的最後一次旅行。途中，他們遇見了一群尋挑釁生事的醉酒年輕人，領頭名為麥可。在加油站停車期間，凱雅爾結識了另一對泰米爾夫婦——迪皮卡及拉克希特，而阿爾軍再次遇見了麥可等人，並在短暫對峙後分自離去。阿爾軍與凱雅爾的車子半路拋錨，開著卡車的迪皮卡與拉克希特停下幫助他們，但無法解決問題，加上手機缺乏訊號，於是迪皮卡與拉克希特帶著身體不適的凱雅爾去附近的咖啡店叫拖車，而阿爾軍則留在車旁照看行李。
阿爾軍自行成功解決拋錨問題後前往咖啡館。但當他來到店裡時，卻一無所獲，包含老闆賈巴爾在內的所有人都否認見過凱雅爾。阿爾軍在多次尋找凱雅爾但未果後，遭到麥可等人的襲擊，並被拉克希特阻攔；原來拉克希特與迪皮卡綁架了凱雅爾，而麥可及同夥、賈巴爾與警察都是他犯罪行動的一部分。拉克希特指示阿爾軍從銀行帳戶中取出一大筆錢，然後交給他的手下處置。當阿爾軍把錢交給麥可時，他卻被劫持到車上並遭到嘲笑。
阿爾軍從他們的手中逃脫並反擊，將麥可劫為人質，並要求說出凱雅爾的位置。一名警長攔住了他們，並將阿爾軍視為歹徒；麥可掙脫後朝警長開槍，在支援抵達前逃走，阿爾軍則協助了受傷的警長並開走警車，然後離開去與賈巴爾和朋友們對峙。他們透露拉克希特及其同夥們住在一處破舊的廠區，正在此為撤離而銷毀證據。阿爾軍打敗了拉克希特的追隨者們，接著與麥可和迪皮卡對峙；麥可意外死於手持砂輪機，迪皮卡則掉進了酸桶裡，半張臉被燒毀而尖叫。
迪皮卡死後，拉克希特開始與阿爾軍展開激烈對決；阿爾軍用吊鉤制伏了拉克希特，要求對方說出凱雅爾的下落，並約定事後不向警方舉發，但拉克希特不從並自願墜入粉碎機中死去。阿爾軍在一個地下室中發現了臉上纏著繃帶的凱雅爾屍體，阿瓊痛哭。隨後，當警察到達現場時，一名精神科醫生向阿爾軍透露，拉克希特與迪皮卡都是自己所在精神病院的患者；迪皮卡的父母將女兒遺棄在精神病院，他們於是越獄後殺死了該夫婦，並建立了長達十年的犯罪集團，主要從事拆散富有夫婦，殺死丈夫，對妻子進行整容手術，然後賣給俄羅斯人。他們最初的目標是凱雅爾的朋友阿努，迪皮卡曾在當地的健身房與阿努成為朋友，但在無意中得知阿爾軍的財富後，轉而盯上凱雅爾。
實際上，阿爾軍找到的屍體並非凱雅爾，卡雅爾躺在一旁倖存；加上阿爾軍先前拯救了受傷的警長，他的名字被指控名單中得以刪去。事後，阿爾軍帶著凱雅爾到達她父母位於提比里斯的家，凱雅爾與父母及阿努團聚，阿爾軍轉身離開。凱雅爾攔下了阿爾軍，疑問儘管自己不忠，但他仍選擇救人的原因。阿爾軍回應自己仍愛著她，兩人激動地擁抱並和解。

## 演員
- 阿吉特·庫馬飾演阿爾軍·M（Arjun M.）[c]
- 阿俊·薩爾賈飾演拉克希特（Rakshith）
- 特瑞莎·克莉希南飾演凱雅爾·阿爾軍（Kayal Arjun，克里蒂卡·尼爾森（英语：Krithika Nelson）配音）
- 蕾吉娜·卡桑德拉（英语：Regina Cassandra）飾演迪皮卡·「迪普斯」·拉克希特（Deepika "Deeps" Rakshith，安德莉亞·傑雷米亞（英语：Andrea Jeremiah）配音）
- 阿拉夫（英语：Arav）飾演麥可（Michael，馬吉茲·蒂魯梅尼（英语：Magizh Thirumeni）配音）
- 尼克希爾·奈兒（Nikhil Nair）飾演尼奇爾（Nikhil）
- 達薩拉蒂·納拉西姆漢（Dasarathi Narasimhan）飾演達斯（Das）
- 加內什·薩拉瓦南（Ganesh Saravanan）飾演比朱（Biju）
- 拉維·瑞維奇德（英语：Ravi Raghavendra）飾演馬諾哈·錢德拉塞卡醫生（Dr Manohar Chandrasekhar）
- 吉瓦·拉維（英语：Jeeva Ravi）飾演凱雅爾之父
- 拉姆雅·薩布拉瑪尼（英语：Ramya Subramanian）飾演阿努（Anu）
- 維達迪·哈薩諾夫（英语：Vidadi Hasanov）飾演歐瑪（Omar）[9]
- 卡金·阿卜杜勒耶夫（英语：Kazim Abdullayev）飾演賈巴爾（Jabbar）
- 斯維塔·哈基莫娃（Sveta Hakimova）飾演歐瑪之母[9]
- 賈瓦希爾·哈迪耶夫（英语：Javanshir Hadiyev）飾演警長[9]
- 羅夫山·卡里姆杜赫特（Rovshan Karimduxt）飾演馬吉德副警長（Deputy Majid）
- 圖拉爾·艾哈邁德（Tural Ahmed）飾演拉克希特的幫派成員[9]
- 黛維·馬赫什·拉揚（Devi Mahesh Rayan）飾演迪帕·馬修醫生（Dr. Deepa Mathew）[d]
- 烏薩拉·阿加耶娃（Vusala Agayeva）飾演歐瑪之僕[9]

## 製作

### 發展
繼2022年的《致命武力：以暴制暴》取得成功後，據報導，阿吉特·庫馬的第62部電影將與導演維涅什·希萬合作。曾與阿吉特在《忠誠》（2019年）中同台演出的納彥塔拉有望與他重聚。該片暫定名為，將在阿吉特完成《勇闖龍潭》（2023年）後開始製作。同年3月，維涅什證實了該項目的存在，並透露作曲家阿尼魯德·拉維昌德將參與其中。此項目由蘇巴斯卡蘭·阿利拉賈的萊卡製片公司資助，先前曾發行了該導演的《我也是個粗人》（2015年）。該公司於2022年3月19日發佈公告，證實製作此項目。但到了隔年1月，維涅什被從中除名，據報導，原因是在導演花了六個月的時間進行前期製作之後，阿吉特對劇本並不滿意。2023年4月，維涅什否認了傳聞中的除名原因，並表示自己被撤下是因為只有製片人對劇本不滿意，而非阿吉特。
據報導，包括AR·穆卡朵斯、阿特利和馬吉茲·蒂魯梅尼在內的多位導演都是接替維涅什的人選，馬吉茲特別是首選。據2023年2月的報導，馬吉茲飛往阿吉特當時所在的倫敦，並講述了一份給該演員留下深刻印象的劇本。5月1日，恰逢阿吉特52歲生日，製片公司正式宣布馬吉茲為導演，片名正式定為《絕婚殺機》（Vidaamuyarchi）。2024年7月，有報導稱本片改編自強納森·莫斯托的1997年美國電影《1997悍將奇兵》，在此前便有該傳聞，加上本片的宣傳海報與《1997悍將奇兵》有很多相似之處。本片2024年12月才證實為《1997悍將奇兵》的翻拍。在電影宣傳期間，馬吉茲表示，阿吉特建議採用原版的核心構想，使《絕婚殺機》成為馬吉茲首部改編自他人故事的執導作。

### 前期製作
前期製作於2023年4月展開。在此過程中，製片方勘景並在阿布達比和亞塞拜然之間做選擇。據馬吉茲所述，本片最初計劃成速成項目，從2023年10月開拍，到2024年1月完成，並在2024年4月或2024年5月1日上映，恰逢阿吉特的生日。
尼拉夫·沙阿2023年2月中旬被片方宣布為本片的攝影指導，成為繼《贝拉行动》（2007年）、《不就是不》（2019年）、《致命武力：以暴制暴》及《勇闖龍潭》之後與阿吉特合作的第五部電影。但在電影拍攝期間，他由於個人因素而選擇退出，奧姆·普拉卡什取代之。阿尼魯德·拉維昌德擔任本片的作曲家，常與馬吉茲合作的N·B·斯里坎特再度回歸擔任剪輯師。

### 選角
阿吉特除了一貫的灰白髮造型外，還在閃回片段中梳著一頭黑髮，某些戲份是在他為參與24小時系列賽而減重後所拍攝。據報導，桑傑·達特有望參演，成為繼《啡常火拼》（2023年）後二度在泰米爾電影中扮演主要反派。但阿俊·薩爾賈最終被選角為反派，同時象徵他繼《無間盜》（2011年）之後與阿吉特重聚。阿俊·達斯最初被片方考慮出演二號反派，但據稱，他無法為《絕婚殺機》安排檔期，而被阿拉夫取代。阿拉夫曾與馬吉茲合作過《洩密正義客》（2022年）。據報導，阿倫·維賈伊原本將在片中扮演要角，但因日程繁忙而拒絕。
據報導，塔曼娜·巴提亞最初將飾演女主角；但特瑞莎被片方選角，成為她繼《皇帝》（2005年）、《王冠》（2007年）、《無間盜》及《人生若只初相见》（2015年）之後第五次與阿吉特搭檔。據報導，曾與阿吉特一起出演《致命武力：以暴制暴》的休瑪·古列西被片方考慮出演要角，但該角最終由蕾吉娜·卡桑德拉取得。2024年7月，亞塞拜然媒體報導，包括維達迪·哈薩諾夫及賈瓦希爾·哈迪耶夫在內的多位當地演員參與了本片的製作。2024年8月，片方宣布演員尼克希爾·奈兒（Nikhil Nair）、加內什·薩拉瓦南（Ganesh Saravanan）和達薩拉蒂（Dasarathi）將出演要角。同年12月，拉姆雅·薩布拉瑪尼已加入演出陣容。

### 拍攝
《絕婚殺機》2023年10月4日在亞塞拜然展開主要拍攝第一階段。最初，拍攝計畫於2023年9月第一週展開，但因阿吉特忙於賽車比賽而延期。製片方選擇在亞塞拜然拍片而非阿布達比，但該國身處納卡衝突（2023年起）的動亂之中，此決定引起網友的負面反應。此外，雖然有報導稱，電影製作將因持續的加薩戰爭而暫停，但劇組仍持續作業。藝術總監米蘭在電影的前期拍攝中因心臟病發作去世。同月晚期，阿吉特敦促劇組建立醫療營地，以防類似的緊急情況發生。11月，據傳此行程的作業已完成。
據報導，阿吉特在片中親自上陣完成了一場飛車戲。12月初，納卡衝突持續，劇組決定返回清奈，但之後在12月11日返回亞塞拜然恢復拍攝。尼拉夫·沙阿無法安排前往亞塞拜然的日程，攝影一職改由奧姆·普拉卡什取代。阿俊在12月中旬加入片場工作。特瑞莎於12月19日完成了電影部分的拍攝，當天返回清奈。此行程於2024年1月29日結束，完成了全片六成以上的鏡頭。同期的拍攝計畫原定2月在倫敦作業，但因預算超支而延期，劇組為了控制預算，計劃在一趟行程內拍完剩餘的四成鏡頭。
本片原定2024年5月的最後一週恢復拍攝，但阿吉特已在海得拉巴拍攝《惡有惡道》（2025年），使拍攝進度延遲。6月20日，劇組和阿吉特一起返回亞塞拜然，以完成最後的行程。拍攝持續了約35至45天，重頭戲在巴庫拍攝。阿吉特、阿俊和特瑞莎皆被安排參與此行程。萊卡公司負責人G·K·M·泰米爾·庫馬蘭表示，本片主要拍攝工作預計8月中旬殺青。但截至2024年9月，本片預計只有在阿吉特完成《好壞醜》10月的拍攝後才能殺青。2024年12月，劇組前往曼谷拍片，為期十天。主要拍攝於2024年12月22日殺青。片中的亞塞拜然演員的戲份皆在該國內完成。

### 後期製作
製片公司於2024年10月28日宣布《絕婚殺機》已進入配音階段。2024年12月7日，阿吉特在巴庫完成了自己的部分配音工作。

## 音樂
《絕婚殺機》配樂由阿尼魯德·拉維昌德譜寫，成為繼《笑面殺手》（2015年）及《智勝先師》（2017年）後第三次參與阿吉特的電影。音樂版權被索尼音樂印度收購。首支電影單曲〈你好〉（Sawadeeka）於2024年12月27日發表。2025年1月19日釋出第二首單曲〈流浪者〉（Pathikichu）。2025年2月5日，第三首單曲〈獨身〉（Thaniye）發表。完整專輯於2025年2月17日發行。

## 行銷
《絕婚殺機》的首張海報於2024年6月30日發表，但設計細節過於簡單而未受到粉絲正評。一週後發布的第二張海報則獲得了較佳的反響。首支預告片發表於2025年1月16日。

## 發行

### 院線
《絕婚殺機》原定2025年1月的龐格爾節上映，但在未公開原因下延期。電影獲得了中央電影認證委員會的U/A證書，片長為150分46秒；2025年2月6日於全球正式上映。

### 發行商
紅巨星電影獲得了本片在泰米爾納德邦的發行權。其他地區的發行公司包括：斯雷·戈庫拉姆電影（Sree Gokulam Movies，喀拉拉邦）、斯瓦加特企業（Swagath Enterprises，卡納塔克邦）、亞洲蘇雷什娛樂有限公司（Asian Suresh Entertainment LLP，安得拉邦與特倫甘納邦）及斯里·拉克希米電影（Sri Lakshmi Movies，割讓區）。

### 家用媒體
Netflix以10億盧比的價碼收購了《絕婚殺機》的串流播放權。本片2025年3月3日起在Netflix上線，除了泰米爾語外，還配有印地語、泰盧固語、卡納達語和馬拉雅拉姆語配音版本。

## 反響

### 票房
據《印度快報》報導，《絕婚殺機》全球首映日的票房收穫超過6.1億盧比。相較之下，據Pinkvilla網站的數據，本片上映首日的全球票房為4.7億盧比。第二天票房下跌約60%，四天全球票房總計10.8億盧比。在海外市場，本片在馬來西亞及新加坡地區的票房收入最高，其次是海灣和美國地區。海外總票房收入約460萬美元。電影下映後，全球票房達13.8億盧比，其中8.3億盧比來自泰米爾納德邦。Pinkvilla認為，《絕婚殺機》成品未能符合觀眾預期，導致上映第二天的跌幅之大，幾乎決定了電影的命運，最終連阿吉特的主市場泰米爾納德邦都低於10億盧比，商業表現「非常令人失望」。

### 評價
《絕婚殺機》收到影評界的褒貶不一的評價，演員們的表演、視覺效果與動作場面受到讚賞，而故事情節及敘事的反響則兩極分化。
《國家報》的安基特·奧爾賈（Ankit Oljha）給予本片4／5顆星，認為「大贏家」是導演：「他領導了一場光鮮亮麗的大預算、每分鐘驚心動魄的歡樂之旅，從主角的銀幕表現、逼真的動作戲到角色發揮出色及對說故事的專注，皆有高光的一刻。」Pinkvilla的古瑟姆·S（Goutham S）給出了3.5／5星，並在評論中寫道：「《絕婚殺機》為粉絲及一般觀眾帶來了引人入勝的體驗，如果您想欣賞由阿吉特主演的動作片，本片值得一看。」《印度快報》的阿維納什·拉馬錢德蘭（Avinash Ramachandran）同樣打出3.5／5星，並評論：「雖然本片主要圍繞著阿吉特展開，但他在處理痛苦及堅持不懈方面的表現值得稱讚……以這種形式存在的《絕婚殺機》，對於泰米爾電影不斷發展的超級明星電影定義而言，可謂令人著迷的新風味。」
《電影快車》的蘇迪爾·斯里尼瓦桑（Sudhir Srinivasan）也給出了3.5／5星的評分，並評論：「《絕婚殺機》的主旨是一男一女拒絕傷害彼此，並非主打英雄將敵人粉身碎骨的電影。」《今日印度》賈納尼·卡米達斯（Janani Kamidas）的評分為3／5星並在影評中稱：「《絕婚殺機》的情感弧線及紮實的情節轉折不足，雖然仍保持類型片的初衷，但該更加認真對待。」News18網站的基魯巴卡爾·普魯索塔曼（Kirubhakar Purushothaman）同樣打出3／5星，評論：「《絕婚殺機》雖然劇情好猜，但自始至終都很吸引人，這要歸功於流暢講好故事的馬吉茲·蒂魯梅尼。」
OTTPlay的阿努莎·桑達爾（Anusha Sundar）也為本片打了3／5星，並在影評中寫道：「《絕婚殺機》的動作場面扣人心弦、劇本結構良好，加上對故事本意的認知，並非典型的明星至上電影。」《印度時報》的斯里德維·S（Sridevi S）給出了2.5／5星的評分，稱：「《絕婚殺機》可能會在部分小眾觀眾中立足，但考慮到此類型的劇本若夠生動，可能會讓本片更受所有人歡迎。」《印度教徒報》的戈皮納斯·拉金德蘭（Gopinath Rajendran）評論：「《絕婚殺機》最失敗的地方就在於創意的執行。故事基本情節簡單得令人痛苦，情節可預測，劇情反轉多到好猜，製作者試圖努力增添的緊張感為此也失敗了。」《印度斯坦時報》的拉莎·斯里尼瓦桑（Latha Srinivasan）對電影的攝影表示讚賞，但批評了音樂及動作場面，並認為剪輯能「更加緊湊」。

## 爭議
2024年4月，阿吉特的經紀人蘇雷什·錢德拉（Suresh Chandra）發布了一段2023年11月亞塞拜然拍攝行程的影片，其中阿吉特和阿拉夫遭遇了一場重大事故，當時阿吉特駕駛的汽車在試圖側停時失去了控制。蘇雷什事故發生後的在四個月後發表影片，以駁斥有關電影被擱置的傳言，但此舉被阿吉特粉絲解讀是為了博取同情，而引發了強烈反彈。
預告片發布幾天後，派拉蒙影業向製片方提起訴訟，指控《絕婚殺機》涉嫌抄襲《1997悍將奇兵》，並要求賠償15億盧比（折合約1700萬美元）的智慧財產權損失。但與製片方保持聯繫的記者奇特拉·拉克什馬南聲稱，他們在注意到兩部電影間的相似之處後，三個月前就獲得了翻拍權。
《好壞醜》為了配合《絕婚殺機》，已從2025年1月的上映窗口延期，但本片後來撤出該檔期，這遭到了阿吉特粉絲對製片公司的批評。龐格爾節電影《#invoke:ilh》的監製#invoke:ilh批評了《絕婚殺機》片方突然做出的不明智決定，認為龐格爾節原本是個利潤豐厚的檔期，此舉造成競爭力下降，並可能降低觀眾的期望。

## 備註
Template:Notelist

## 外部連結
- Template:IMDb title

1. 1 2  . The Times of India. 2024-12-11  [2024-12-11]. （原始内容存档于2024-12-11）.
2. ↑  . Cinema Express. 2024-06-24  [2024-07-01]. （原始内容存档于2024-06-24）.
3. ↑  K, Janani. . India Today. 2025-01-09  [2025-01-09]. （原始内容存档于2025-01-09）.
4. ↑  . Pinkvilla. 2025-02-20  [2025-02-20]. （原始内容存档于2025-02-21）.
5. ↑   [How much did Ajith Kumar earn for the film Vidaamuyarchi?]. Zee News. 2023-10-13  [2024-12-28]. （原始内容存档于2023-10-29） （泰米尔语）.
6. ↑   [Ajith's Vidaamuyarchi – Satellite and digital rights sold for Rs. 250 crore!]. Dinamalar. 2023-12-17  [2024-12-28]. （原始内容存档于2023-12-19） （泰米尔语）.
7. 1 2 3 4 5  . Pinkvilla. 2025-03-06  [2025-03-08].
8. ↑  . Globe Language. 2023-08-19  [2025-02-06]. （原始内容存档于2025-02-06）.
9. 1 2 3 4 5 6  . AzərTac. 2024-07-06  [2025-02-06]. （原始内容存档于2024-07-06） （阿塞拜疆语）.
10. ↑  . India Today. 2022-03-15  [2024-07-08]. （原始内容存档于2024-07-08）.
11. ↑  . The Times of India. 2022-03-15  [2024-07-08]. （原始内容存档于2023-04-20）.
12. ↑  . The Times of India. 2022-03-16  [2024-07-08]. （原始内容存档于2024-02-04）.
13. ↑  . The Indian Express. 2022-03-18  [2024-07-08]. （原始内容存档于2024-07-08）.
14. ↑  . The New Indian Express. 2022-03-19  [2024-07-08]. （原始内容存档于2024-07-16）.
15. ↑  . The Times of India. 2023-01-29  [2024-07-08]. （原始内容存档于2023-02-02）.
16. ↑  . India Today. 2023-04-07  [2025-02-11]. （原始内容存档于2025-02-11）.
17. ↑  . News18. 2023-02-02  [2024-07-08]. （原始内容存档于2024-07-16）.
18. 1 2  . The Times of India. 2023-05-01  [2024-07-08]. （原始内容存档于2023-05-14）.
19. ↑  . Pinkvilla. 2024-07-09  [2024-12-20]. （原始内容存档于2024-12-08）.
20. ↑  . Business Today（英语：Business Today (India)）. 2024-11-29  [2024-11-29]. （原始内容存档于2024-11-30）.
21. ↑  Chandar, Bhuvanesh. . The Hindu. 2025-01-01  [2025-01-18]. （原始内容存档于2025-01-15）.
22. ↑  Rajaraman, Kaushik. . DT Next. 2023-09-26  [2025-02-05]. （原始内容存档于2025-02-06）.
23. ↑  . Lyca Productions（英语：Lyca Productions）. From 2:31 to 2:50. 2025-02-05  [2025-02-06]. （原始内容存档于2025-02-06） –YouTube （泰米尔语）.
24. ↑  . India Today. 2023-02-21  [2025-02-05]. （原始内容存档于2024-12-22）.
25. 1 2  . The Times of India. 2023-12-12  [2024-01-29]. （原始内容存档于2024-01-29）.
26. ↑  Darshan, Navein. . The New Indian Express. 2023-05-01  [2024-07-08]. （原始内容存档于2024-07-08）.
27. ↑  . The Times of India. 2024-07-19  [2024-12-20]. （原始内容存档于2024-12-05）.
28. ↑  . Mathrubhumi（英语：Mathrubhumi）. 2024-07-20  [2024-11-29]. （原始内容存档于2024-12-04）.
29. ↑  . The Times of India. 2023-09-01  [2024-12-20]. （原始内容存档于2024-12-20）.
30. 1 2  . India Today. 2023-09-21  [2024-11-29]. （原始内容存档于2023-09-22）.
31. ↑  Menon, Akhila. . OTTPlay（英语：HT Media）. 2024-09-16  [2024-11-29]. （原始内容存档于2024-12-02）.
32. ↑  . Desimartini（英语：HT Media）. 2024-06-16  [2024-07-08]. （原始内容存档于2024-07-08）.
33. ↑  . The Times of India. 2023-08-07  [2024-12-20]. （原始内容存档于2023-08-11）.
34. 1 2  . The Times of India. 2023-09-21  [2024-07-08]. （原始内容存档于2023-09-27）.
35. ↑  தாரா, ராகேஷ். . ABP Nadu. 2024-01-08  [2025-03-03]. （原始内容存档于2025-03-03） （泰米尔语）.
36. ↑  . The Times of India. 2023-08-21  [2024-12-20]. （原始内容存档于2024-10-03）.
37. ↑  Subramanian, Anupama. . Deccan Chronicle. 2023-09-08  [2024-07-08]. （原始内容存档于2023-09-14）.
38. ↑  . OTTPlay. 2023-09-12  [2024-07-08]. （原始内容存档于2024-07-08）.
39. ↑  . OTTPlay. 2023-05-28  [2024-07-08]. （原始内容存档于2024-07-16）.
40. ↑  . India Today. 2023-10-11  [2024-07-08]. （原始内容存档于2023-10-11）.
41. ↑  . The Times of India. 2024-08-16  [2024-12-20]. （原始内容存档于2024-08-17）.
42. ↑  Mullappilly, Sreejith. . Cinema Express. 2024-12-20  [2024-12-20]. （原始内容存档于2024-12-20）.
43. ↑  . India Today. 2023-10-03  [2023-10-03]. （原始内容存档于2023-10-04）.
44. ↑  . The Times of India. 2023-08-08  [2023-08-22]. （原始内容存档于2023-08-22）.
45. ↑  . Times Now（英语：Times Now）. 2023-10-04  [2023-10-04]. （原始内容存档于2023-10-04）.
46. ↑  . The Times of India. 2023-10-11  [2024-12-20]. （原始内容存档于2023-10-13）.
47. ↑  . The Times of India. 2023-10-13  [2024-12-20]. （原始内容存档于2023-10-18）.
48. ↑  . The Times of India. 2023-10-15  [2024-07-08]. （原始内容存档于2023-10-16）.
49. ↑  . The Times of India. 2023-10-30  [2024-07-07]. （原始内容存档于2024-04-05）.
50. 1 2  . The Times of India. 2023-11-10  [2023-11-10]. （原始内容存档于2023-11-10）.
51. ↑  . The Times of India. 2023-12-04  [2023-12-13]. （原始内容存档于2023-12-13）.
52. ↑  . The Times of India. 2023-12-11  [2024-07-08]. （原始内容存档于2024-07-08）.
53. ↑  . The Times of India. 2023-12-13  [2024-07-07]. （原始内容存档于2024-07-08）.
54. ↑  . The Times of India. 2023-12-19  [2024-07-07]. （原始内容存档于2024-02-08）.
55. ↑  Lyca Productions [@LycaProductions].  (推文). 2024-01-29  [2024-01-29]. （原始内容存档于2024-06-06） –Twitter.
56. ↑  . The Times of India. 2024-01-29  [2024-12-20]. （原始内容存档于2024-02-14）.
57. 1 2  . The Times of India. 2024-05-16  [2024-12-20]. （原始内容存档于2024-05-22）.
58. ↑  . The Times of India. 2024-05-10  [2024-12-20]. （原始内容存档于2024-05-11）.
59. 1 2  . The Times of India. 2024-06-21  [2024-07-08]. （原始内容存档于2024-07-08）.
60. ↑  . The Times of India. 2024-06-25  [2024-07-08]. （原始内容存档于2024-07-16）.
61. ↑  . The Hindu. 2024-07-01  [2024-07-09]. （原始内容存档于2024-07-09）.
62. ↑  Rajaraman, Kaushik. . DT Next. 2024-09-02  [2024-10-12]. （原始内容存档于2024-10-07）.
63. ↑  . The Times of India. 2024-12-17  [2024-12-20]. （原始内容存档于2024-12-17）.
64. ↑  . The Times of India. 2024-12-18  [2024-12-20]. （原始内容存档于2024-12-20）.
65. ↑  Mullappilly, Sreejith. . Cinema Express. 2024-12-22  [2024-12-22]. （原始内容存档于2024-12-22）.
66. 1 2  Ramachandran, Avinash. . The Indian Express. 2025-02-06  [2025-02-06]. （原始内容存档于2025-02-08）. Azerbaijani actors speaking the local language
67. ↑  M, Narayani. . Cinema Express. 2024-10-28  [2024-10-28]. （原始内容存档于2024-12-20）.
68. ↑  . Cinema Express. 2024-12-07  [2024-12-07]. （原始内容存档于2024-12-07）.
69. ↑  Rajaraman, Kaushik. . DT Next. 2023-02-21  [2023-10-27]. （原始内容存档于2023-03-26）.
70. ↑  Netflix India South [@Netflix_INSouth].  (推文). 2024-01-17  [2024-01-17]. （原始内容存档于2024-12-22） –Twitter.
71. ↑  . DT Next. 2024-12-27  [2024-12-27]. （原始内容存档于2024-12-27）.
72. ↑  . Cinema Express. 2025-01-19  [2025-01-19]. （原始内容存档于2025-01-19）.
73. ↑  S, Goutham. . Pinkvilla. 2025-02-05  [2025-02-05]. （原始内容存档于2025-02-05）.
74. ↑  . Spotify.   [2025-02-17].
75. ↑  Rajendran, Gopinath. . The Hindu. 2025-01-03  [2025-01-16]. （原始内容存档于2025-01-11）.
76. ↑   (Youtube). Sun TV. 2025-01-16  [2025-03-17].
77. ↑  . The Times of India. 2024-10-13  [2024-10-14]. （原始内容存档于2024-11-30）.
78. ↑  . DT Next. 2024-12-31  [2024-12-31]. （原始内容存档于2024-12-31）.
79. ↑  Kumar, Akshay. . Cinema Express. 2025-01-09  [2025-01-10]. （原始内容存档于2025-01-21）.
80. ↑  K, Janani. . India Today. 2025-01-16  [2025-01-16]. （原始内容存档于2025-01-16）.
81. ↑  . DT Next. 2025-01-20  [2025-01-23]. （原始内容存档于2025-01-23）.
82. ↑  Lyca Productions [@LycaProductions].  (推文). 2025-01-21  [2025-01-22]. （原始内容存档于2025-01-22） –Twitter.
83. ↑  Lyca Productions [@LycaProductions].  (推文). 2025-01-22  [2025-01-23]. （原始内容存档于2025-01-23） –Twitter.
84. ↑  Lyca Productions [@LycaProductions].  (推文). 2025-01-23  [2025-01-24]. （原始内容存档于2025-01-24） –Twitter.
85. ↑  . The Times of India. 2024-01-17  [2024-12-01]. （原始内容存档于2024-12-04）.
86. ↑  S, Ashwin. . Cinema Express. 2025-02-24  [2025-02-24]. （原始内容存档于2025-02-24）.
87. ↑  . The Indian Express. 2025-02-08  [2025-02-08]. （原始内容存档于2025-02-09）.
88. ↑  . The Times of India. 2025-02-07  [2025-02-07]. （原始内容存档于2025-02-07）.
89. ↑  Ojha, Ankit. . The National. 2025-02-06  [2025-02-06]. （原始内容存档于2025-02-10）.
90. ↑  S, Goutham. . Pinkvilla. 2025-02-06  [2025-02-06]. （原始内容存档于2025-02-06）.
91. ↑  Srinivasan, Sudhir. . Cinema Express. 2025-02-06  [2025-02-06]. （原始内容存档于2025-02-10）.
92. ↑  K, Janani. . India Today. 2025-02-06  [2025-02-06]. （原始内容存档于2025-02-06）.
93. ↑  Purushothaman, Kirubhakar. . News18. 2025-02-06  [2025-02-06]. （原始内容存档于2025-02-10）.
94. ↑  Sundar, Anusha. . OTTPlay. 2025-02-06  [2025-02-06]. （原始内容存档于2025-02-10）.
95. ↑  S, Sridevi. . The Times of India. 2025-02-06  [2025-02-06]. （原始内容存档于2025-02-06）.
96. ↑  Rajendran, Gopinath. . The Hindu. 2025-02-06  [2025-02-06]. （原始内容存档于2025-02-07）.
97. ↑  Srinivasan, Latha. . Hindustan Times. 2025-02-06  [2025-02-06]. （原始内容存档于2025-02-06）.
98. 1 2  . The Times of India. 2024-04-04  [2024-12-20]. （原始内容存档于2024-09-26）.
99. ↑  . The Times of India. 2024-04-05  [2024-12-20]. （原始内容存档于2024-04-15）.
100. ↑  Template:Cite news
101. ↑  #invoke:citation/CS1
102. ↑  #invoke:citation/CS1
103. ↑  #invoke:citation/CS1

1. 1 2  攝影指導尼拉夫·沙阿在前期拍片階段拍攝了諸多片段，但官方宣傳資料中並未予以掛名[2]。
2. ↑  本片的預算報告在各家媒體間並不一致，包括17.5億盧比（Pinkvilla）[4]、22.5億盧比（Zee新聞）[5]，以及35億盧比（《Dinamalar》）[6]。
3. ↑  在亞塞拜然語中，「C」發音為「J」，故角色的銘牌在片中拼寫為[8]。
4. ↑  儘管該角在片尾字幕中被命名為「婦科醫生」，但她的名字仍在片中透露。